# Стефані Кунц
Стефані Кунц (нар. 31 серпня 1944) — американська історикиня, дослідниця історії сім'ї та шлюбу. Викладає історію та сімейні дослідження у Коледжі Вічнозеленого штату, з 2001 року є директоркою з досліджень і громадської просвіти в Раді з питань сучасних сімей (Council on Contemporary Families).

## Біографія
Навчалася на бакалавраті в Університеті Каліфорнії (Берклі), де була членом студентської партії SLATE і брала участь в рухах за громадянські права та за свободу слова. 1970 року здобула ступінь магістра в Університеті Вашингтону. Відмовившись від подальшої наукової роботи, вона долучилася до Національної коаліції за мир (National Peace Action Coalition), а згодом стала національним координатором організації. Діяльність коаліції була зосереджена на організації мирних і законних демонстрацій проти війни у В'єтнамі. Була активісткою Соціалістичного альянсу молоді, молодіжної організації Соціалістичної робітничої партії.
Окрім Коледжу Вічнозеленого штату Кунц також викладала в Університеті Кобе в Японії та Гавайському університеті в Хіло. Отримала низку нагород за свої наукові праці. Її книжку «Шлюб, історія: як любов завоювала шлюб» цитували судді під час відомої справи Верховного суду США Obergefell v. Hodges, рішенням щодо якої було надання рівних прав одностатевим сім'ям.

### Книжки
- The social origins of private life: a history of American families, 1600—1900. Verso, 1988.
- The Way We Never Were: American Families and the Nostalgia Trap. New York: Basic Books, 1992. ISBN 0-465-09097-4.
- The Way We Really Are: Coming to Terms with America's Changing Families. Basic Books, 1998. ISBN 0-465-09092-3.
- Coontz, Stephanie., ed. American Families; A Multicultural Reader. London: Routledge, 1999. ISBN 0-415-91574-0.
- Marriage, A History: From Obedience to Intimacy, or How Love Conquered Marriage. New York: Viking Press, 2005. ISBN 0-670-03407-X.
- A Strange Stirring: The Feminine Mystique and American Women at the Dawn of the 1960s. New York: Basic Books, 2011. ISBN 0-465-00200-5

### Переклади українською
- Повернення до жіночої містики // День. — 21 серпня 2008.
- Стефані Кунц: «Я хотіла подолати бачення родини як осередка пригноблення» // Спільне. — 5 вересня 2018.